# Анойяпитек
Анойяпитек (лат. Anoiapithecus — «обезьяна из Анойя») — вымерший род человекообразных обезьян, живших на Иберийском полуострове в Европе 11,9 млн лет назад.
Известен один вид — Anoiapithecus brevirostris (IPS43000, Люк-Lluc). Близок к дриопитекам. Анойяпитек был найден в 2005 году в местечке Пиерола (округ Анойя, Каталония, Испания), где до этого был обнаружен пиеролапитек (Pierolapithecus catalaunicus, Пау, 13 млн лет назад). Название рода происходит от реки Анойя в Каталонии. Первооткрыватель анойяпитека, палеонтолог Сальвадор Мойя Сола из Каталонского института палеонтологии в Барселоне, объявил его последним общим предком орангутанов, гориллы, шимпанзе, бонобо и человека.